# Rosa Elena Simeon
Rosa Elena Simeon (1943 - 22 października 2004), kubańska działaczka państwowa, minister nauki.
Dr medycyny i weterynarii, wyróżniająca się uczona; od 1985 prezes kubańskiej Akademii Nauk. Od 1994 członek Rady Państwa (rządu), minister nauki, technologii i środowiska; była także deputowaną do kubańskiego Zgromadzenia Narodowego oraz członkinią władz Federacji Kobiet Kuby. 
Została wybrana do Komitetu Centralnego Komunistycznej Partii Kuby.